# 올림픽 코트디부아르 선수단
코트디부아르(IOC 공식 명칭: Côte d'Ivoire)는 소련의 아프가니스탄 침공에 항의하여 보이콧한 1980년을 제외하고 1964년부터 개최된 모든 하계 올림픽에 선수단을 파견했다. 이 나라는 1984년 남자 400m에서 처음으로 은메달을 획득했다. 2016년에는 태권도에서 처음으로 금메달과 동메달을 획득했다. 코트디부아르 출신의 어떤 선수도 동계 올림픽에 참가한 적이 없다.

## 대회별 메달 집계

### 하계 올림픽 메달 집계
| 경기                  | 선수          | 금   | 은   | 동   | 합계 | 순위 |
| 1964년 도쿄           | 9             | 0    | 0    | 0    | 0    | –    |
| 1968년 멕시코시티     | 10            | 0    | 0    | 0    | 0    | –    |
| 1972년 뮌헨           | 15            | 0    | 0    | 0    | 0    | –    |
| 1976년 몬트리올       | 8             | 0    | 0    | 0    | 0    | –    |
| 1980년 모스크바       | 불참          | 불참 | 불참 | 불참 | 불참 | 불참 |
| 1984년 로스앤젤레스   | 15            | 0    | 1    | 0    | 1    | 33   |
| 1988년 서울           | 28            | 0    | 0    | 0    | 0    | –    |
| 1992년 바르셀로나     | 13            | 0    | 0    | 0    | 0    | –    |
| 1996년 애틀랜타       | 11            | 0    | 0    | 0    | 0    | –    |
| 2000년 시드니         | 14            | 0    | 0    | 0    | 0    | –    |
| 2004년 아테네         | 5             | 0    | 0    | 0    | 0    | –    |
| 2008년 베이징         | 22            | 0    | 0    | 0    | 0    | –    |
| 2012년 런던           | 10            | 0    | 0    | 0    | 0    | –    |
| 2016년 리우데자네이루 | 12            | 1    | 0    | 1    | 2    | 51   |
| 2020년 도쿄           | 28            | 0    | 0    | 1    | 1    | 86   |
| 2024년 파리           | 미래의 이벤트 |      |      |      |      |      |
| 2028년 로스앤젤레스   | 미래의 이벤트 |      |      |      |      |      |
| 2032년 브리즈번       | 미래의 이벤트 |      |      |      |      |      |
| 합계                  | 합계          | 1    | 1    | 2    | 4    | 101  |

### 종목별 메달
| 종목       | 금 | 은 | 동 | 합계 |
| ---------- | -- | -- | -- | ---- |
| 태권도     | 1  | 0  | 2  | 3    |
| 육상       | 0  | 1  | 0  | 1    |
| 합계 (2개) | 1  | 1  | 2  | 4    |

## 메달리스트 목록
| 메달   | 이름             | 경기                  | 종목   | 이벤트       |
| ------ | ---------------- | --------------------- | ------ | ------------ |
| 은메달 | 가브리엘 티아코  | 1984년 로스앤젤레스   | 육상   | 남자 400미터 |
| 동메달 | 뤼트 그바그비    | 2016년 리우데자네이루 | 태권도 | 여자 67kg급  |
| 금메달 | 셰이크 살라 시세 | 2016년 리우데자네이루 | 태권도 | 남자 80kg급  |
| 동메달 | 뤼트 그바그비    | 2020년 도쿄           | 태권도 | 여자 67kg급  |